# ジオパーク秩父
ジオパーク秩父（ジオパークちちぶ）は、埼玉県秩父地方を範囲とするジオパーク。2011年に日本ジオパークの認定を受けたが、運営上の課題を指摘され、2019年には条件付き再認定を受けた。

## 概要
秩父市・横瀬町・皆野町・長瀞町・小鹿野町の5市町にまたがる。ジオパークを構成するジオサイトには、荒川沿いに広がる長さ約600メートルの石畳や、約1550万年前の露頭である国指定天然記念物「ようばけ」、秩父ミューズパーク展望台などがある。2016年には区域内に点在する化石群などが「古秩父湾堆積層及び海棲哺乳類化石群」として国の天然記念物に指定された。
2019年に日本ジオパーク委員会は、ジオパークに対する理解が進んでおらず運営に問題があるとして、ジオパーク秩父を日本ジオパークに条件付き再認定した:3。なお、2022年1月に予定される再認定をめぐる会議に向け、曖昧であったジオサイト選定の根拠の明文化が着手されている。

## ジオパーク内の名勝・施設
- 長瀞渓谷
- 埼玉県立自然の博物館
- ようばけ
- おがの化石館

### ようばけ

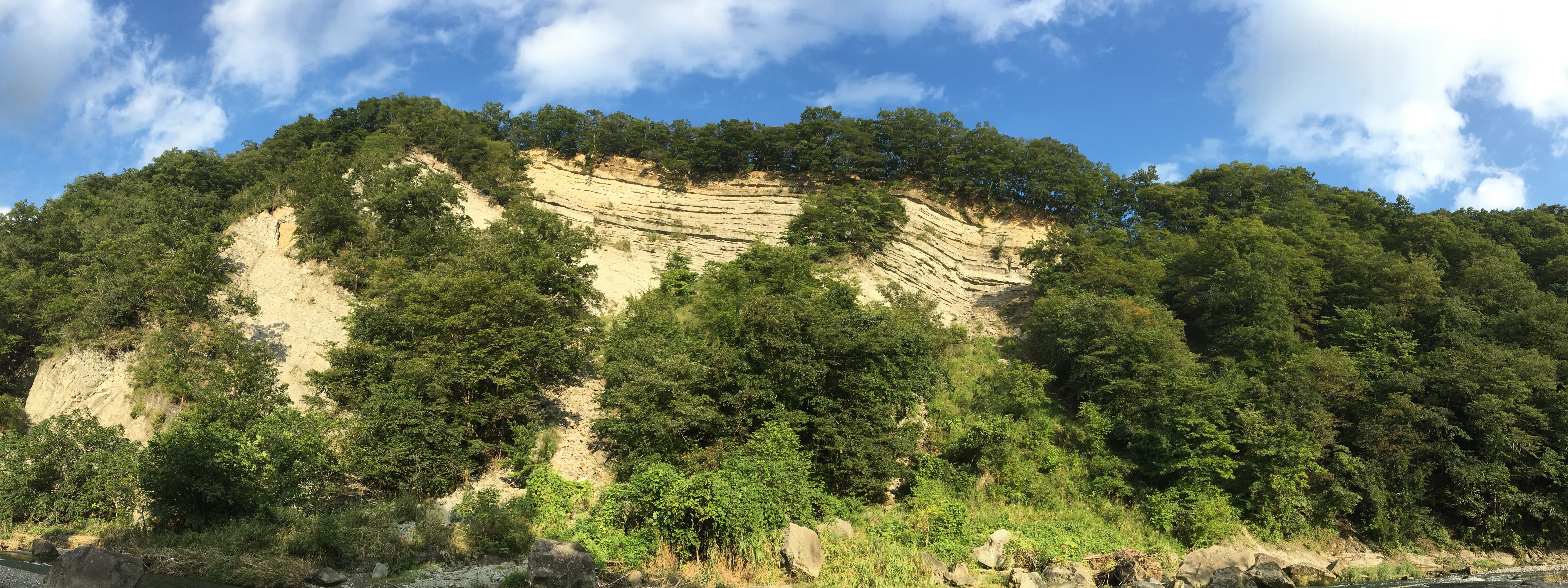
ようばけ

「ようばけ」は日暮れでもしばらく日光に照らされる崖（はけ）であることから名称が定着した。高さ約100メートル、幅約400メートルにわたるこの露頭は、古秩父湾に堆積した砂質泥岩が隆起して赤平川による侵食によって形成されたもので、ナグラベンケイガニやサカモトイチョウガニなどの化石が産出する。崖に自生した広葉樹が落葉する冬季以外では地層の視認が難しいこと、そして上部から落下した土砂が木々に受け止められて古い露頭面を被覆してしまうことから、2021年には約70本の木々の伐採を文化庁が承認し、天然記念物再生事業として約286万円の補助金を認めた。稀な天然記念物の現状変更となった。